# Hôpital d'Eira
L'hôpital d'Eira (en finnois : Eiran sairaala) est un hôpital privé du sud d'Helsinki en Finlande. 
Situé dans le quartier d'Ullanlinna, il a donné son nom au quartier voisin.

## Description
L'hôpital est fondé par Wilhelm Zilliacus.
Le bâtiment remarquable par son architecture est conçu par Lars Sonck et sa construction terminée en 1905. 
Il se trouve au croisement de la rue Tehtaankatu et de la rue Laivurinkatu, à l'adresse 28, rue Tehtaankatu à Helsinki. 
L'hôpital a repris le nom d'un hôpital éponyme de Stockholm.
Dans les poèmes islandais Edda, Eir est la divinité des arts médicinaux.

## Accès
L'établissement est desservi par les bus 20 et 30, ainsi que par les lignes de tramway 1 et 3, arrêt Eiran sairaala.